# Závada (Prešov)
Závada (in ungherese Hegyzávod) è un comune della Slovacchia facente parte del distretto di Humenné, nella regione di Prešov.